# جون كينيدي (موظف مدني)
جون كينيدي (بالإنجليزية: John Kennedy)‏ هو موظف مدني أسترالي، (و. 1884  م).